# Paul Dittrich (Mediziner)
Paul Dittrich (* 28. September 1859 in Prag; † 21. Januar 1936 ebenda) war ein österreichisch-tschechischer Gerichtsmediziner und Hochschullehrer.

## Leben
Er studierte an den Universitäten Prag und Wien und promovierte 1883 zum Dr. med. 1884 wurde er Assistent für pathologische Anatomie bei Hans Chiari, dem Lehrstuhlinhaber und Leiter des pathologisch-anatomischen Museums in Prag, wo er bis 1892 blieb. In dieser Zeit habilitierte er sich 1888 in Pathologischer Anatomie. Das Thema seiner Habilitationsschrift lautete Über das Verhalten der Musculatur des puerperalen Uterus unter pathologischen Verhältnissen.
In Wien erhielt Paul Dittrich die Venia legendi für gerichtliche Medizin und wurde 1892 außerordentlicher Professor für gerichtliche Medizin in Innsbruck. 1893 wurde er zunächst zum außerordentlichen und 1895 zum ordentlichen Professor der gerichtlichen Medizin
an der Deutschen Universität in Prag ernannt. 1898 wurde er Dekan der deutschen Medizinischen Fakultät in Prag. Daneben war Paul Dittrich im Vorstand des k. k. deutschen gerichtlichen Medizinischen Instituts in Prag und k. k. Landesgerichtsarzt. 1929 wurde er emeritiert.

## Schriften (Auswahl)
- Lehrbuch der gerichtlichen Medizin. Wien, Leipzig 1897.
- Über das Verhalten der Musculatur des puerperalen Uterus unter pathologischen Verhältnissen, 1898.